# وسيم السيسي
وسيم رشدي السيسي هو أستاذ جراحات المسالك البولية، وباحث في تاريخ مصر القديمة.

## الشهادات
- أستاذ جراحات المسالك البولية بالمستشفيات التعليمية.
- حاصل على (F.R.C.S) بإنجلترا وزميل كلية الجراحين الملكية بإنجلترا.
- حاصل على (F.A.C.S) بالولايات المتحدة الأمريكية وزميل كلية الجراحين الأمريكية.

## نشاطاته وانجازاته الثقافية والطبية والعلمية
- عضو في الجمعية الأمريكية لدراسات الظواهر الجوية (.A.P.R.O).
- له أبحاث عديدة في علم المسالك البولية.
- حاصل على براءة اختراع عن جهاز خاص بالمسالك.
- له عملية جراحية جديدة باسمه في جراحة البروستاتا المتضخمة.
- اختير في موسوعة "who is who" وذلك لإنجازاته العلمية والفكرية لوطنه مصر.
- عضو روتاري، جنوب القاهرة.
- صاحب صالون المعادي الثقافي الذي يقام في آخر جمعة من كل شهر.
- مقدم برنامج في (البدء كان) وهو يتكلم فية عن الحضارة المصرية القديمة على قناة ال (o tv)
- مقدم برنامج «يارو» -وهي كلمة مصرية قديمة تعني الجنة- يتحدث فيه عن الحضارة المصرية القديمة ويذاع على قناة (o tv).

## حالته الاجتماعية
- متزوج من د. سوزان راغب، أخصائية عيون، وله ثلاثة أبناء.

## أهم مؤلفاته
- كتاب "Medicine in Ancient Egypt" (الطب في مصر القديمة) في مكتبة الكونغرس الأمريكي، قسم الطب.
- كتاب «نظرة طبية فاحصة في الحب والجنس».
- كتاب «مصر التي لا تعرفونها».
- مقالات في صحيفة «روزاليوسف» لمدة عشر سنوات وحتى عام 2009،
- مقالة اسبوعية في جريدة «المصري اليوم».
- يستضيفه التلفزيون المصري والعربي في لقاءات وحوارات شيقة مفيدة للشعوب العربية.
- كتاب «المسكوت عنه في التاريخ».
- كتاب «هذه هي مصر».
- كتاب «احنا مين؟!».
- كتاب «مصر علمت العالم».
- كتاب «في البدء كانت مصر»